# Josafat Kuncevič
Svatý Josafat Kuncevič (1580–1623) byl arcibiskup polocký, světec katolické církve byzantského obřadu, mučedník sjednocení pravoslaví a katolictví

## Život

### Počátek života, konverze
Josefat se narodil ve Volodymyru na Ukrajině v roce 1580 a při křtu dostal jméno Jan (Josafat bylo jeho jméno řeholní v pozdějších letech). Jeho rodiče byli pravoslavní. V r. 1596 odešel do Vilna učit se za kupce. Ve městě se setkal s věřícími a kněžími východního obřadu nikoliv pravoslavnými, ale sjednocenými s Římem. Jana myšlenka jednoty nadchla a v roce 1596 byl přijat do východní "větve" katolické církve.

### Řeholní život
V r. 1604 Jan vstoupil pod vlivem jezuitů do řádu basiliánů. Zde přijal jméno Josafat a pod tímto jménem vystupoval až do konce života. Jako Josafat je též uveden v seznamu svatých. Jeho působištěm se stal Trojický klášter ve Vilniusu. Život tohoto kláštera upadal. Archimandrité (představení kláštera) si nehleděli svých povinností. Proti Trojickému klášteru stál prázdný klášter Svatého Ducha, který původně patřil pravoslavným. Josafat se zde usadil a žil jako poustevník.
Ve 27 letech přijal Josafat z rukou metropolity Počeje svěcení na diakona (západní obdobou této služby je jáhen). Počej určil, aby Josafat kázal v klášterním kostele. Kolem Josafata se začali shromažďovat zájemci o řeholní život. V té době dostal klášter představeného – archimadritu Sienczyla.
Pravoslavní se ale začali o svůj bývalý klášter, kde nyní kvetl řeholní život východních mnichů sjednocených s Římem, zajímat. Usilovali o navrácení kláštera a na svou stranu získali i archimadritu Sienczyla.

### Střet s pravoslavnými
Na dvojí hru archimandrity Sienczyla se záhy přišlo a rozhořčení bratři se jej pokusili z kláštera vyhnat. Archimandritu však začali bránit pravoslavní a došlo k násilnostem. Pořádek muselo nakonec sjednat vojsko. Sienczyl byl potrestán exkomunikací.
V roce 1609 přijal Josafat kněžské svěcení. Jeho kázání byla velice přesvědčivá a katolíci východního obřadu jej měli ve veliké úctě. Přezdívalo se mu bič na rozkolníky (rozkolníky byli míněni pravoslavní). Pravoslavní jej zase přezdívali neuctivou přezdívkou dušechvat (což se dá přeložit jako uchvatitel duší). Roku 1613 byl postaven do čela kláštera v Byteni jako igumen.

### Archimandritou
V roce 1612 nastoupil na místo zemřelého metropolity Počeje dosavadní představený Trojického kláštera Rutský (s Josafatem byli dobří přátelé). V roce 1614 jmenoval Josafata v Trojickém klášteře archimandritou. Nový archimandrita měl nyní na starosti celý klášter, kde v té době žilo kolem sedmdesáti bratří.

### Cesta do Kyjeva
Metropolita Rutský se rozhodl v roce 1614 putovat do Kyjeva. Ukrajinská metropole s výjimkou katolické katedrály byla pod vlivem pravoslavných. V katedrále Rutský a Josafat vykonali slavnostní bohoslužby a Josafat se rozhodl navštívit kyjevskou Pečerskou lávru (lávra = klášter).
Lávra byla od počátku pravoslavná a pravoslavní mniši začali s Josafatem rozhořčeně vést polemiku. Jen co se trochu uklidnili, Josafat jim vysvětlil účel své návštěvy.
„Přišel jsem, abych vzdal poctu tomuto svatému místu, abych viděl vzácnosti vašeho kláštera, zvláště ostatky svatých mužů, našich otců. Mám velkou radost, že i po mnoha staletích je zde tak velký počet synů našeho otce Bazila. Putoval jsem na toto místo, abych vás, bratři, pozdravil a promluvil s vámi. Jsem ochoten státi se vaším žákem, najde-li se muž moudrý, kterých je mezi vámi mnoho a který by mi ze svatého Písma a svatých otců i vašich církevních knih dokázal pravdu.“
Jeho řeč mnichy uklidnila. Diskutovali s ním v klidu o náboženských otázkách a při odchodu jej velice zdvořile vyprovodili.

### Biskupem
Po návratu do Vilniusu dosahoval Josafat dalších podivuhodných úspěchů. Metropolita Rutský jej proto v roce 1617 vysvětil na biskupa a ustanovil jej pomocníkem bezmála devadesátiletému arcibiskupu Brolnickému v Polocku. Brolnický se od unie znovu přikláněl k pravoslaví. Josafat si záhy biskupa získal, když mu slíbil úctu a oddanost. Brolnický díky němu na smrtelné posteli odříkal katolické vyznání víry, čímž se znovu přihlásil k unii. Josafat se po jeho smrti roku 1618 stal řádným nástupcem.
Úkolem nového arcibiskupa bylo napravit nepořádky, které se nahromadily za působení zesnulého Brolnického. Ukázalo se, že ve věcech svého úřadu byl zesnulý arcibiskup naprosto neschopný.
V té době přišel do Moskvy pravoslavný patriarcha Theofan IV. Své osobní zájmy vydával za zájmy všech Rusů a s pomocí kozáků rozpoutal boj proti východním katolíkům. Z těch dob pochází také označení pro sjednocené uniaté.

### Další střet s nesjednocenými
Pravoslavní proti Josafatovi jmenovali vlastního biskupa. Stal se jím Meletij Smotrický. Svůj úřad se snažil upevnit tím, že proti Josafatovi začal psát texty. Když se Josafat účastnil zemského sněmu ve Varšavě, pravoslavní využili jeho nepřítomnosti v Polocku a posilovali svůj vliv.
Josafat naznal situaci jako neprůchodnou a obrátil se na světskou moc. Polský král Zigmund III. vydal dekret, ve kterém označil Smotrického za zrádce a vyzval lid k uznání Josafata coby řádného arcibiskupa. V Polocku dekret vyvolal vzbouření. K potlačení nepokojů bylo povoláno vojsko. Josafat se vrátil do města a zakázal trestat viníky vzpoury, což mu na jeho stranu získalo nejednoho někdejšího nepřítele.
Když se dekret krále Zikmunda III. četl ve Vitebsku, pravoslavní vyhlásili unii boj se zbraní v ruce. Arcibiskup nedlouho poté konal ve Vitebsku bohoslužby. Během slavení vtrhli pravoslavní do chrámu, zbili duchovní a chrámové přisluhující a vyloupili chrámovou pokladnu.
Smotrický neustával v psaní hanopisů o Josafatovi. Šlo mu o likvidaci tohoto řádně dosazeného arcibiskupa, aby pak mohl dosednout na jeho stolec. Se stupňující se pomlouvačnou kampaní se i veřejné mínění postupně obracelo proti Josafatovi.

### Mučednická smrt
Josafat chtěl uklidnit situaci a odebral se koncem října 1623 opět do Vitebska na biskupskou vizitaci. Ihned po jeho příchodu se srotili pravoslavní a žádali jeho smrt. Vojáci pak najali potulného popa Eliáše, kterému uložili, aby arcibiskupa a unii veřejně ostouzel. Eliáš se ochotně tohoto úkolu podjal a věnoval mu celý den.
Josafat o Eliášovi nevěděl, protože se po celý den zdržoval mimo Vitebsk. Následující den 12. listopadu 1623 popovy nadávky a posměch pokračovaly. Josafatovi sluhové Eliáše lapili a zavřeli. Pravoslavní na to čekali a shlukli se před domem, kde arcibiskup dlel. Výzvami: "Zabte latinského papistu!" si dodávali kuráže. Arcibiskup se v té době vracel z chrámu. Když ho dav spatřil, polekal se jeho důstojného vzhledu a nikdo se neodvážila proti němu vystoupit. Josafat nařídil popa Eliáše propustit, což přispělo k uklidnění.
V té chvíli přiběhli tři pravoslavní duchovní a začali opět lid štvát proti Josafatovi. Buřiči už se uklidnit nedali a vtrhli do arcibiskupova domu. Cestou k arcibiskupovu pokoji poranili několik jeho služebníků. Josafat jim otevřel dveře:
„Hospodin buď s vámi, synové milí! Proč tak ukrutně nakládáte s mými domácími? Máte-li co proti mně, hle, tu jsem!“
Jeden z buřičů se na arcibiskupa obořil kyjem a druhý jej sekl sekerou do hlavy. Rána byla smrtelná, i když Josafat ještě chvíli žil. Násilníci zpozorovali, že ještě žije a dvakrát do něj střelili z muškety. Potom mrtvé tělo vyvlekli na dvůr, zhanobili a hodili do řeky Dviny.

## Posmrtná úcta, zázraky
Dne 17. listopadu 1623 uviděli dle životopisu rybáři na hladině Dviny jasné světlo a když k němu dopluli, nalezli arcibiskupovu mrtvolu. Zvěst o divu se roznesla velice rychle. Uniatští kněží mrtvého arcibiskupa za zpěvu žalmů odnesli do kostela. Zde bylo jeho tělo po devět dni vystaveno úctě věřících.
Smotrický, strůjce zločinu, pronásledován výčitkami svědomí utekl z Kyjeva do Istanbulu. Vrátil se ale za nějaký čas do Kyjeva a s katolickou církví se smířil. V roce 1628 vystoupil v Kyjevě na pravoslavném sněmu. Požadoval návrat pravoslavných do jednoty s Římem. Pravoslavní sněmovníci jej jali a hrozili mu, že jej okamžitě zabijí, nezřekne-li se unie. Smotrický ze strachu poslechl a byl propuštěn. Pod tlakem výčitek svědomí prosil do Říma papeže o rozhřešení. Dostal ho a vrátil se do církve. Zakrátko zemřel.
Přál si, aby po jeho smrti byla vzata listina s papežským rozhřešením a vložena Josafatovi do hrobu. Pět hodin po jeho smrti bylo toto jeho přání splněno. A stal se zázrak. Mrtvému Josafatovi se dle dobových sdělení otevřela již mrtvolně ztuhlá ruka a následně list pevně sevřela. Někoho napadlo učinit pokus a přinesl list pravoslavného konstantinopolského patriarchy a hle - ruka, která se natahovala po papežském listu, začala se od patriarchova listu odtahovat. Překvapení svědkové nechali Josafata čtyři týdny vystaveného a po této době pokus opakovali před lidmi. Div se opakoval. Nato se pokusili z Josafatovy ruky dostat papežský list. To se jim nepovedlo, i když spolu s rukou s listem lomcovali celou mrtvolou světce.

## Anabáze ostatků světce
Neklidné poměry ve východní Evropě, 1. světová válka a postup komunismu po 2. světové válce způsobily složitou anabázi většiny ostatků světce. 
- Tělo uctívané v Polocku bylo roku 1705 přeneseno do polské Biały Podlaské.
- Menší část ostatků katolíci přenesli do Milwaukee v americkém státě Wisconsin, kde pro ně byla v letech 1893–1901 vystavěna monumentální bazilika, zasvěcená sv. Jozafatovi a sloužící jako sídlo římskokatolické arcidiecéze.
- V roce 1916 bylo tělo přestěhovánoo do Vídně.
- V roce 1949 katolíci  tělo sv. Josafata přestěhovali znovu, a to do Říma, do Svatopetrské basiliky. Tam je dodnes v neporušeném stavu vystaveno úctě věřících v prosklené mense oltáře sv. Basila Velikého.[1]